# Октябрьское (Дондюшанский район)
Октябрьское (рум. Octeabriscoe; прежнее название Дженерал Драгалина, рум. General Dragalina) — село в Дондюшанском районе Молдавии. Наряду с селом Мошана входит в состав коммуны Мошана.

## География
Село расположено на высоте 199 метров над уровнем моря.

## Население
По данным переписи населения 2004 года, в селе Октябрьское проживает 47 человек (21 мужчина, 26 женщин).
Этнический состав села:
| Национальность | Число жителей | Процентный состав |
| -------------- | ------------- | ----------------- |
| украинцы       | 41            | 87,23             |
| молдаване      | 6             | 12,77             |
| Всего          | 47            | 100 %             |